# Cotylurus erraticus
Cotylurus erraticus är en plattmaskart. Cotylurus erraticus ingår i släktet Cotylurus och familjen Strigeidae. Inga underarter finns listade i Catalogue of Life.